# ان‌وای‌کی ونوس
ان‌وای‌کی ونوس (به انگلیسی: NYK Venus) یک کشتی است که طول آن ۳۳۸٫۱۷ متر (۱٬۱۰۹٫۵ فوت) می‌باشد. این کشتی در سال ۲۰۰۷ ساخته شد.